# Caín y Abel
Caín y Abel è una telenovela argentina, che ha come protagonista Joaquín Furriel ed altri. È prodotta da ON T.V ed è trasmessa su Canal 13.
Il primo episodio ha avuto di rating 14,5.
Compete con Showmatch, la sigla è Sin Fin, scritta da Andres Calamaro.